# Frédéric Monneron
Frédéric Monneron (* 13. Juli 1813 in Morges; † 9. November 1837 bei Göttingen) war ein französischsprachiger Schweizer Dichter.

## Leben
Frédéric Monneron wurde am 13. Juli 1813 als Sohn des Pfarrers Charles Monneron und Louise Rosalie geb. Blanchenay in Morges am Genfersee, 10 km westlich der Kantonshauptstadt Lausanne im Kanton Waadt geboren.
Er studierte Philosophie und Theologie an der Académie de Lausanne und setzte seine Ausbildung 1836 in München und 1837 in Göttingen fort. Im Alter von 24 Jahren nahm er sich das Leben in der Nähe von Göttingen. Im Jahre 1852 erschien posthum eine Auswahl seiner Gedichte unter dem Titel Poésies mit einem Geleitwort des schweizerischen Dichters Eugène Rambert. Namentlich Charles-Augustin Sainte-Beuve sah ihn als verschollenes Genie an. Niemand soll schönere Verse über die Alpen geschrieben haben.
1879 veröffentlichte die schweizerische Dichterin Juste Olivier eine zweite überarbeitete Auflage der Gedichtsammlung, welche um biografische Angaben ergänzt war. Während seines Studiums in Lausanne wurde Monneron 1829 Mitglied der Société d’Étudiants de Belles-Lettres und 1831 der Zofingia.

## Werke

### Gedichte
- Préludes
- L’Alouette
- Ignorance
- À M. Olivier
- Les Alpes, poème
- Robert le Mineur
- Le Rêve du poète
- Chant du Montagnard
- Chant chrétien
- Sur un départ
- À ma grand’mère
- Adieu
- Les Deux Buveurs
- Élégie
- La Foi d’enfance
- À vous

### Fragmente
- Fragments d’un poème sur Davel
- Fragment à Mme ***
- Le Banquet